# دانيال هود
دانيال هود (بالإنجليزية: Daniel Hood)‏؛ (3 نوفمبر 1967 - )؛ روائي أمريكي.